# Edmonton (Kentucky)
Edmonton es una ciudad ubicada en el condado de Metcalfe en el estado estadounidense de Kentucky. En el Censo de 2010 tenía una población de 1595 habitantes y una densidad poblacional de 180,81 personas por km².

## Geografía
Edmonton se encuentra ubicada en las coordenadas 36°59′4″N 85°37′15″O / 36.98444, -85.62083. Según la Oficina del Censo de los Estados Unidos, Edmonton tiene una superficie total de 8.82 km², de la cual 8.72 km² corresponden a tierra firme y (1.15%) 0.1 km² es agua.

## Demografía
Según el censo de 2010, había 1595 personas residiendo en Edmonton. La densidad de población era de 180,81 hab./km². De los 1595 habitantes, Edmonton estaba compuesto por el 96.18% blancos, el 1.76% eran afroamericanos, el 0.38% eran amerindios, el 0.19% eran asiáticos, el 0% eran isleños del Pacífico, el 0.75% eran de otras razas y el 0.75% pertenecían a dos o más razas. Del total de la población el 1.32% eran hispanos o latinos de cualquier raza.